# علي سيف أحمد العبسي
علي سيف أحمد العبسي هو شاعر يمني. ولد عام 1938 في الحجرية في محافظة تعز. تلقى تعليمه الأولي في كتاتيب منطقته، ثم انتقل إلى عدن ليلتحق بأحد مدارسها. لم يكمل دراسته، ولكنه استمر في تثقيف نفسه عبر المطالعة. كانت بدايته الشعرية قبل ثورة 26 سبتمبر (قبل 1962)، واستمر في كتابة القصيدة المغناة وتلحينها. له ديوان شعر.